# Krümwaal
Krümwaal (amrumfrisisk for Krumvold) er en på friserøen Amrum beliggende jordvold fra vikingetiden. Volden strækker fra landsbyen Nebel i nord til Stenodde i sydøst på øens gest. Den har en samlet længde på cirka 1.800 meter og en højde på 2 meter.
Voldens formål er ukendt. Måske blev volden anvendt som forsvarsvold. 